# 安部純
安部 純（あべ じゅん、1968年5月27日 - ）は、兵庫県出身のシンガーソングライター。

## 略歴
- 1991年、ワーナーミュージック・ジャパンよりシングル『胸いっぱいの風』にて歌手デビュー。
- 歌手活動を中断後、主に作詞家、作曲家として活動を行う。渡辺美里、NEWS、椎名へきる、中川亜紀子、SMAP、TOKIO等に楽曲を提供する。
- 1996年には武藤星児と共に「ダブルオーツ」を結成しアニメ作品の劇伴作曲を行う。主に作曲を安部純、編曲を武藤星児が担当している。
- 2017年頃よりライブハウスで歌手活動を再開。
- 2019年6月21日、DoubleOats Musicレーベルより約26年5ヶ月振りとなる新曲『Booster (feat. 田中育生)』[1] をリリース。

## ディスコグラフィー
シングル
1. 胸いっぱいの風 c/w ベージュ色の風景（1991年8月25日、WPDL-4253）
2. ステキさ！君は c/w Holiday（1992年3月25日、WPDL-4288）
3. One & Only／Step in Love（1992年11月28日、WPDL-4325）
  - One & Only（TX系「ZUKE2 チャンネル」オープニングテーマ）
  - Step in Love（「全国労働金庫協会」CFイメージソング）
4. Be Mine c/w Oh God!（1993年1月25日、WPDL-4328）
5. Booster (feat. 田中育生)（2019年6月21日）※デジタル限定シングル

アルバム
1. ETERNAL COLORS（1991年9月25日、WPCL-409）
2. Be Mine（1993年1月25日、WPCL-731）

## 主な提供楽曲
東京パフォーマンスドール
- 「最後にMYLOVE」(作曲 1994年 アルバム）

椎名へきる
- 「愛のてんこ盛り」(作曲 1995年)
- 「そろそろやってみますか」(作曲 1996年)

中川亜紀子
- アルバム「Winter Tales from Akiko Nakagawa」(全作曲)
- 「I MISS YOU」（作曲 1997〜1998年）
- 「おやすみなさい」（作曲 1997〜1998年）
- 「NEW YEARをはじめよう」（作曲 1997〜1998年）
- 「はじけて恋しよう！！」（作曲 1997〜1998年）
- 「SUNDAY,MONDAY,TUESDAY・・・」（作曲 1997〜1998年）

村田和美
- 「Kitt Kitt」（作曲 1997年 シングル）

シンシア
- 「つかずはなれず、恋知れず」（作詞・作曲 1997年 シングル）
- 「Day of My Love」（作詞・作曲 1997年 C/W）

20th Century
- 「Another Kind Of Dream」（作詞・作曲 1998年 アルバム）

長野博・岡田准一
- 「SUNSHINE」（作曲 1998年 アルバム）

坂本昌行・森田剛
- 「FROM rain」（作曲 1998年 アルバム）

西城秀樹
- 「最後の愛」（作詞 1999年 シングル）「Light〜灯」（作詞 1999年 C/W）

SMAP
- 「逢いたくなって」(作詞 1999年 アルバム)

羽生未来
- 「TOMBOY BLUES」（作曲 1999年 C/W）

NHKフルーツサンデー
- 「夢見る君でありますように」（作曲 2000年）

TOKIO
- 「どいつもこいつも」(作詞・作曲 2001年 シングル)

SHŌGUN
- 「Because of the music」（作詞 2001年 アルバム）

NEWS
- 「BEACH ANGEL」（作曲 2004年 C/W）

azumi
- 「Darling, I Love You」（作曲 2005年 C/W）
- 「Snowflake」（作曲 2005年 シングル）

テゴマス
- 「僕のシンデレラ」（作曲 2008年 C/W）

玉置成実
- 「イチズナネガイ」（作曲 2009年 C/W）

リュ・シウォン
- 「女夢-Memu-」（作曲 2009年 シングル）
- 「Carry On」（作曲 2009年 アルバム)

キサラギ＋スネコ
- 「えがいてあ・そ・ぼ!」(作曲 2009年)

GA元気ガールズ
- 「ココロいろ Palettes」(作曲 2009年)

ノースリーブス（AKB48）
- 「3seconds」（作曲 2010年 C/W）

Not yet（AKB48）
- 「週末Not yet」（作曲 2011年 シングル）

渡辺美里
- 「セレンディピティー」（作曲 2011年 シングル）

東京女子流
- 「Don't Be Cruel」（作曲 2011年 C/W）

KARA
- 「SunshineMiracle」（作曲 2015年 シングル）

MNCorps
- ラッキーベラッチョ（作曲・編曲 2017年 アルバム）

バナナフリッターズ
- 「あのね」（作詞・作曲 2017年 シングル）
- 「幸咲RADIO」（作詞・作曲 2017年 C/W）
- 「バナナナナ」（作詞・作曲 2017年 C/W）

乃木坂46
- 「告白の順番」（作曲・編曲 2018年 C/W）

島谷ひとみ
- 「Fragile」（作詞・作曲・編曲 2018年 アルバム）

chay
- 「大切な色彩」（共作詞曲 2019年 シングル）

あすか美生
- 「いのちのことば」（作曲・編曲 2019年シングル）
- 「花のように鳥のように」（編曲 2019年 C/W）
- 「林檎」（編曲 2019年 C/W）

ひょろっと男子（西山宏太朗、梅原裕一郎）
- 「GOOD DAY」（作曲・編曲 2020年シングル）

NVRLND
- 「Forever and a Day」（作曲 2021年 アルバム）

ベッド・イン
- 「満月のEXTACY」（作曲・編曲 2022年 アルバム）

安野希世乃
- 「波間に消えた夏」（作曲 2022年 アルバム）

東京女子流
- 「この雨が上がっても」（作詞・作曲・編曲 2022年 アルバム）

伊藤蘭
- 「Shibuya Sta. Drivin’ Night」（作詞・作曲 2023年 アルバム）
- 「風にのって～Over the Moon」（作詞・作曲 2024年シングル）

Rain Tree
- 「僕のオーロラ」（作曲・編曲 2025年 C/W）

## 劇伴楽曲作品
こどものおもちゃ(1997年）
世紀末リーダー伝たけし!（1998年）
フルーツバスケット（2001年）
ななか6/17（2003年）
デ・ジ・キャラットにょ（2004年）
レジェンズ 甦る竜王伝説（2004年）
まかせてイルか!（2004年）
スウィート・ヴァレリアン（2004年）
星空キセキ（2006年）
僕等がいた（2006年）
レ・ミゼラブル 少女コゼット 挿入歌「永遠のリング」（作曲 2007年）
GA 芸術科アートデザインクラス（2009年）
猫神やおよろず（2011年）
ポヨポヨ観察日記（2012年）
ロック・リーの青春フルパワー忍伝（2012年）
DD北斗の拳（2013年）
花のずんだ丸（2013年）
ガンダムさん（2014年）
DD北斗の拳2（2015年）
佐賀県を巡るアニメーション・唐津編「おかえり」（2017年）
甜美的咬痕「邦題:甘美な傷跡」（2022年）
名探偵コナン 犯人の犯沢さん（2022年）
僕とロボコ（2022年）